# Халифа ибн Хайат
Абу Амр ибн Халифа ибн Хайят аль-Ляйси аль-Усфури (араб. خليفة بن خياط بن أبي هبيرة خليفة بن خياط الأخباري العصفري), известен как Халифа ибн Хайат (ок. 777/160 г.х. — 854/240 г.х.) — арабский историк.

## Биография
Его семья были выходцами из Басры (Ирак). Также как и его дед, Халифа был известным мухаддисом. Среди его учеников были такие известные богословы как Мухаммад аль-Бухари и Ахмад ибн Ханбаль.

## Труды
Известно о четырех работах, написанных Халифой ибн Хайатом, две из которых сохранились («Табакат» и «Тарих»). «Тарих» является ценным источником по ранней арабской истории. Копия полного текста книги «Тарих» была найдена в Рабате (Марокко) в 1966 году и опубликована в 1967 году.